# Ceolwaldo de Wessex
Ceolwaldo de Wessex fue un miembro de la Casa de Wessex (ver árbol familiar). Pese a ser descendiente directo por via masculina entre Cynric y Egbert, Ceolwald nunca fue rey. Su nacimiento y fechas de muerte son desconocidos.
Era hijo de Cuthwulf y padre de Coenredo de Wessex. Nada más sabemos de él.  Algunos le listan como casado con Fafertach  (620-644), hija de Finguine de Mumhan (603-644).  Muchos le señalan como hijo de Gwynhafar de Dumnonia (hija de Clemen ap Bledric).